# الگوهای باطل شده دی‌ان‌ای

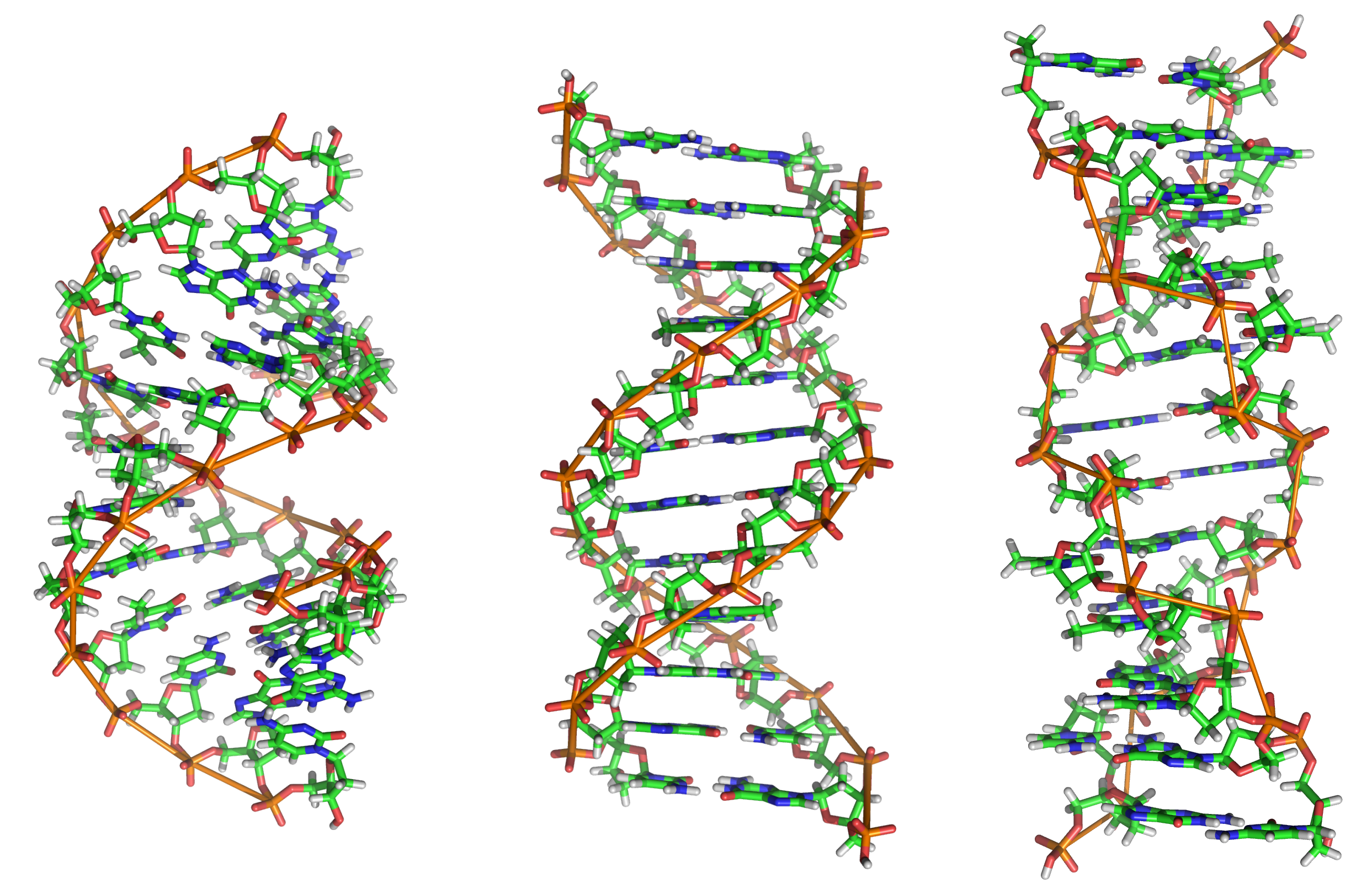
سه تا از معروفترین الگوهای دی‌ان‌ای

علاوه بر الگوهای قبول‌شده دی‌ان‌ای تعدادی از الگوها بودند که نقض شدند یا بعلت نداشتن مدرک منسوخ شدند.
تعدادی از این الگوها در سال ۱۹۵۰ قبل از پیدا کردن ساختار مارپیچ دوتایی بود که معروف‌ترین آنها توسط Linus Pauling یافت شده‌است.
مدل‌های غیر مارپیچ هم در سال ۱۹۷۰ ابداع شدند. این الگوها برای پرداختن به تکثیر کروموزوم‌های دایره‌ای که در آن زمان مورد بحث بودند ایجاد شدند.
این‌ها هم با مشاهده‌هایی نظیر بلورنگاری پرتو-ایکس یا میکروسکوپ نیروی اتمی رد شدند.
همچنین الگوهای غیرمارپیچ هم موجود بودند اما این الگوها توسط جامعه علمی امروزی قابل قبول نیستند.

## ساختار سه مارپیچ
ساختار دو مارپیچ در سال ۱۹۵۴ توسط بلورنگاری پرتو-ایکس از دی‌ان‌ای بدست‌آمد.
قبل از این جمع‌آوری شده بود که دی‌ان‌ای از چند مارپیچ تشکیل شده‌است اما ساختار اصلی آن کشف نشده بود. تعداد زیادی ساختار پیشنهاد شده بود که معروف‌ترین آنها ساختار با سه مارپیچ در سال ۱۹۵۳ توسط Linus Pauling و Robert Corey بود که از سه مارپیچ با یک ستون از فسفات میان آن‌ها که اسید نوکلئیک‌ها در بیرون آن قرار دارند تشکیل شده بود.
گرچه توسط Watson و Crick (کشف کنندگان ساختار دو مارپیچ) مشکلات زیادی به این ساختار گرفته شد و آن رد شد.

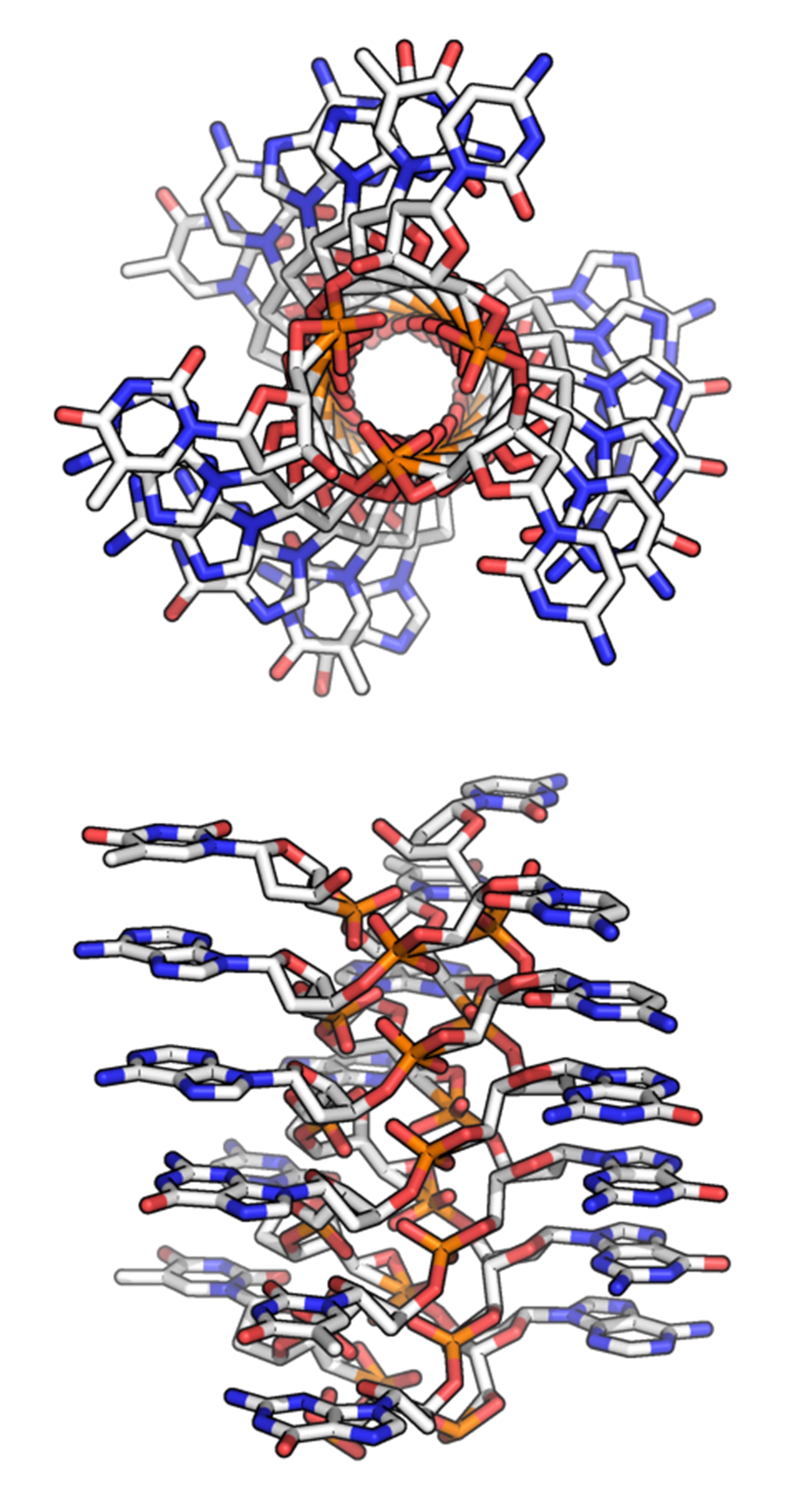
ساختار سه مارپیچ Pauling و Corey(1953)

پس از آن ساختار Fraser ارائه شد که شبیه ساختار Pauling بود با این تفاوت که در آن فسفات‌ها در بیرون و اسید نوکلئیک‌ها در داخل قرار داشتند و با پیوندهای هیدروژنی به هم متصل شده‌اند. دوباره Watson و Crick دریافتند که ساختار Fraser کافی نیست و رد شد.

## ساختارهای غیر مارپیچ

### قبل از یافت توپوایزومراز
حتی پس از آنکه دو مارپیچ دی‌ان‌ای کشف شد این سؤال هنوز باز بود که آیا ساختارهای دیگری هم برای دی‌ان‌ای موجود است یا نه. همچنین سوالاتی هم در مورد چگونگی تکثیر دی‌ان‌ای وجود داشت.
در سال ۱۹۶۳ عکس‌های از دی‌ان‌ای موجودی به نام E. coli نشان داد که آن یک مولکول حلقوی است که در یک جفت چنگال همانندسازی که در آن هردو رشته دی‌ان‌ای سنتز می‌شوند تکثیر می‌شود.
دو کروموزوم فرزند پس از تکثیر باید به یکدیگر مرتبط باشند.
جداسازی دو کروموزوم فرزند هنگام تکثیر نیازمند است است که آنها دارای پیچش نباشند یا بریده شوند، خوانده شوند و دوباره بپیوندند.
همین تناقضات بودند که الگوهای اولیه غیر مارپیچ سعی در پرداختن به آنها داشتند تا اینکه توپوایزومراز در سال ۱۹۷۰ این مشکل را برطرف کرد.

### تأیید ساختار مارپیچ
در ابتدا این سؤال بود که شاید ساختارهای بدست آمده توسط بلورنگاری پرتو-ایکس حاصل تکنولوژی مورد مصرف باشند.
اما همان ساختار با تکنولوژی‌های دیگری مانند میکروسکوپ‌های اتمی بدست آمد.